# 長谷川踏太
長谷川 踏太（はせがわ とうた、1972年  - ）は、東京都生まれ。日本・英国のクリエイティブディレクター。

## 人物・来歴
1972年、東京生まれ。1997年ロイヤル・カレッジ・オブ・アート（RCA）修士課程修了。 ソニー株式会社クリエイティブセンター、ソニーCSLインタラクションラボ勤務後、2000年よりunderworldも在籍するロンドンのクリエイティブ集団 TOMATOに唯一の日本人メンバーとして所属。インターネット広告やコーポレートアイデンティティなどの分野でインタラクティブな作品を発表。その他、アーティストとしての作品制作や文筆活動も行う。2011年よりWieden+Kennedy Tokyo (ワイデンアンドケネディ トウキョウ）のエグゼクティブ・クリエイティブ・ディレクターを勤める。2019年ギフティのCCO(Chief Creative Officer)に就任。

## おもな作品、活動
- モノサシに目印　雑誌webdesigning 連載
- TV ASAHI コーポレートアイデンティティ テレビ朝日
- seiko 「spectrum」 デザイン
- 「＿時＿分のパターン」 インスタレーション六本木クロッシング 森美術館
- Docomo P703i インターフェースデザイン -パナソニック
- ビルケンシュトックMathmatica サンダルデザイン -ビルケンシュトック
- 3MIN TIMER MUSIC For INSTANT NOODLE iphoneアプリ
- デザイナーズ落語会 イベント
- 東京国立博物館ナビゲーション「とーはくナビ」 デザイン
- TOKYO FM ラジオ「extra ordinary」メインパーソナリティー
- 東京ミッドタウン・デザインハブ ももも展 〜デザインとまなざし〜
- 盗めるアート展

## 著書
- 『コトバ・アソビ・デザイン』毎日コミュニケーションズ出版、2008年8月。ISBN 978-4-8399-2799-8
- 『コンテンポラリー落語』bccks、2010年。（天然文庫、2014年2月13日。ASIN B00IFZP5DO）
- 『立川談志・落語的目ン玉 ユリイカ 2012年2月号』青土社、2012年2月。ISBN 978-4-7917-0234-3